# Megalithanlagen von Mauvans sud
Die Megalithanlagen von Mauvans sud in Saint-Cézaire-sur-Siagne im Département Alpes-Maritimes in Frankreich sind von besonderem Interesse, da im Abstand von etwa 50 m zwei Megalithanlagen völlig unterschiedlicher Bauart liegen.
Dolmen ist in Frankreich der Oberbegriff für neolithische Megalithanlagen aller Art (siehe: Französische Nomenklatur).

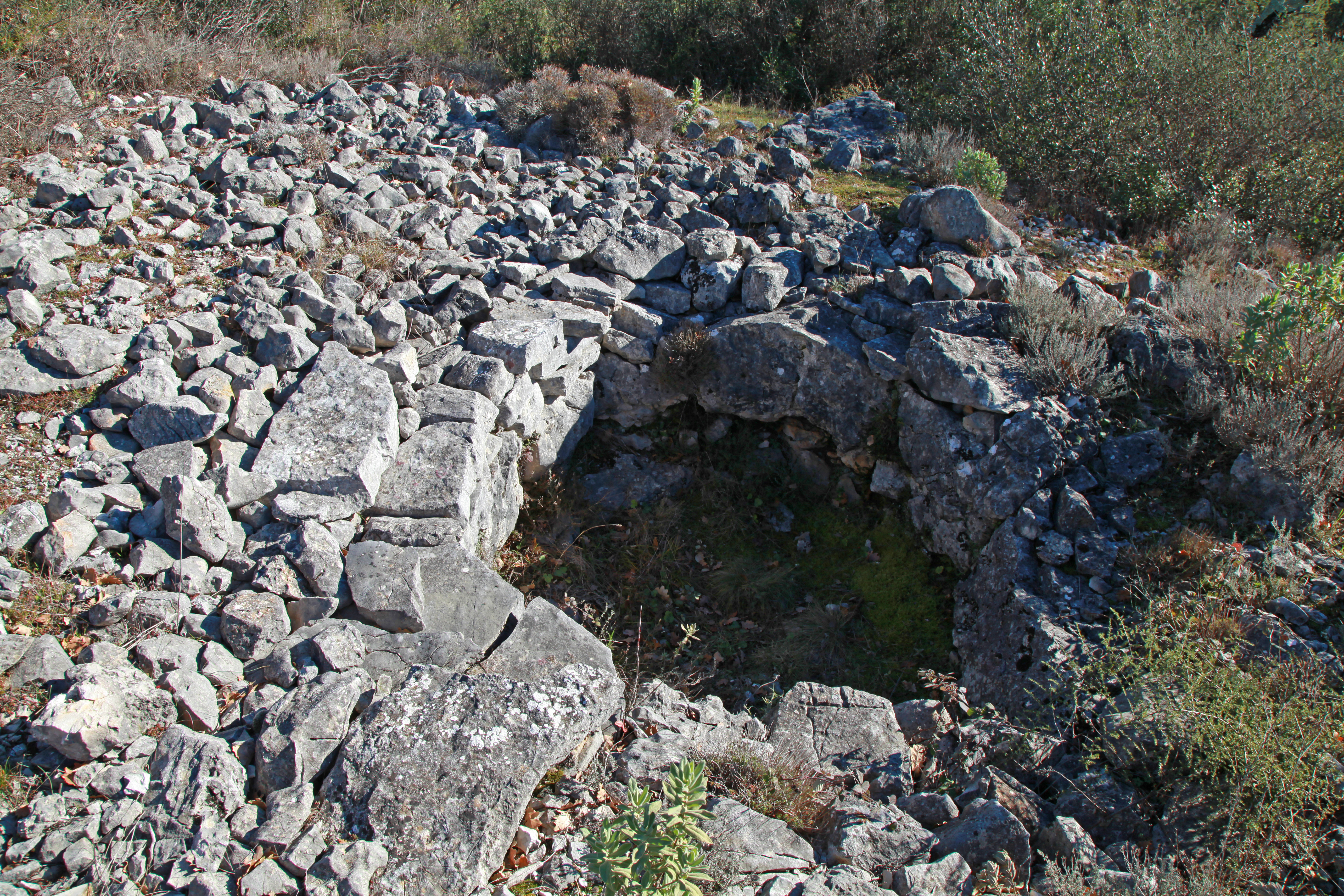
Tombe en blocs von Mauvans sud

Die erste ist ein klassischer Dolmen mit Gang, der von einem Steinhügel mit etwa 10,0 m Durchmesser umgeben ist.  Die zweite ist ein (französisch Tombe en blocs  genannter) runder zugangsloser Blockdolmen in einem Steinhügel, der in dieser Form lediglich für die Gemeinden Saint-Cézaire-sur-Siagne und St. Vallier typisch ist. Die Anlagen wurden 1989 unter Schutz gestellt.
Der Dolmen ist rechteckig und besteht aus fünf großen Platten. Die Nord- und Süd-Platte sind von Mauern umrahmt. Die Kammer öffnet sich in den nach Westen gerichteten Gang, der aus zwei großen Platten und Trockenmauerwerkwänden besteht. Der runde Hügel hat mehr als 10,0 m Durchmesser.
Der Dolmen wurde 1892, vielleicht aber auch erst 1905 durch P. Goby und 1960 von J. Courtin ausgegraben.
Im Ort befinden sich auch der Dolmen de la Graou, der Dolmen de Lou Serre Dinguille, der Dolmen von Colbas 1, das „Tombe en blocs von Mauvans sud“ und der Dolmen des Puades.